# Сваљава
Сваљава (укр. Свалява, јидиш סוואליאווע‎) административни је центар сваљавског рејона, Закарпатска област, Украјина. Популација града је око 17050 људи. Налази се у ближини града Мукачево. Град је кроз историју имао већу популацију Јевреја. Кроз град тече река Латорица, приток реке Тисе. Име је добила по соли (рус. соль).

## Историја
Сваљава је била основана у 12. веку када је поменута први пут. Прве познате населбине су биле од 1. века наше ере. Код града је пронађено и археолошко налазиште културе Венеда, где су пронађена гробља и оружје. Према краљевском повељу 1264. ту су се налазили заселки у саставу Галицијско-волињске кнежевине. Сваљава је као и неки други закрпатски градови позната по бањама. Име је добила по соли (соль), јер је град био центар за извоз тог заћина из мармарошке жупаније у суседње земље.
У 13. веку Сваљава је постала део Краљевине Мађарске. У 16. веку граду су владали трансилвански кнезови (Стефан Батори). 1657. град пустоше Пољаци (кнез Љубомирски). Након угушеног устанка против Хабсбурга од 1703. до 1711, Сваљава је дарована од цара римског царства Карла VI немачкој породици Шернборн-Бугхајм, заједно са 200 села хабзбуршке Угарске. Тај посјед су имали скоро 200 година.
Након распада Аустроугарске након Првог светског рата Сваљава постане део Чехословачке (цела Закарпатска Русија). 1928. постане административни центар (сваљавски рејон). 1930. отворена је школа са именом Томаш Масарик (тада председник Чехословачке).
Минхенским споразумом 1938. цела Закарпатска Русија која је након Првог светског рата припала Чехословачкој добила је Краљевина Мађарска. 25. октобра 1944. Сваљаву је ослободила Црвена армија. После Другог светског рата Сваљава је део Совјетског Савеза. Након распада Совјетског Савеза насеље постане део Украјине (1991)
Насеље је свој грб добило 1840-их. Права као град добије 1957.

## Становништво
Према попису из 1910. 47,1% популације су били Унијати (грко-католици), 26,2% Јевреја и 22,9% римско католика. За време Другог светског рата Јевреји су били депортовани од мађарских окупационих снага у логор Аушвиц (мај 1944)
Према цензусу из 2001. Украјинаца има 94,5%, Руса 1,5%, Мађара 0,7% и Словака 0,6%

## Саобраћај
Град је повезан на релацији Лавов - Мукачево - Ужгород са путем и железницом. Железница Беч - Лавов отворена је 1881.

## Галерија
- Јеврејско гробље
- Синагога (1922)

## Партнерски градови
- Балашађармат